# Pueyo
Pueyo település Spanyolországban, Navarra autonóm közösségben. Pueyo Garínoain, Leoz, Artajona és Tafalla községekkel határos. Lakosainak száma 361 fő (2024).

## Népesség
A település népessége az elmúlt években az alábbi módon változott:
| Lakosok száma | 337  | 320  | 323  | 318  | 341  | 347  | 339  | 351  | 345  | 361  |
|               | 2001 | 2004 | 2006 | 2009 | 2011 | 2014 | 2016 | 2019 | 2021 | 2024 |